# Qaumi Tarana

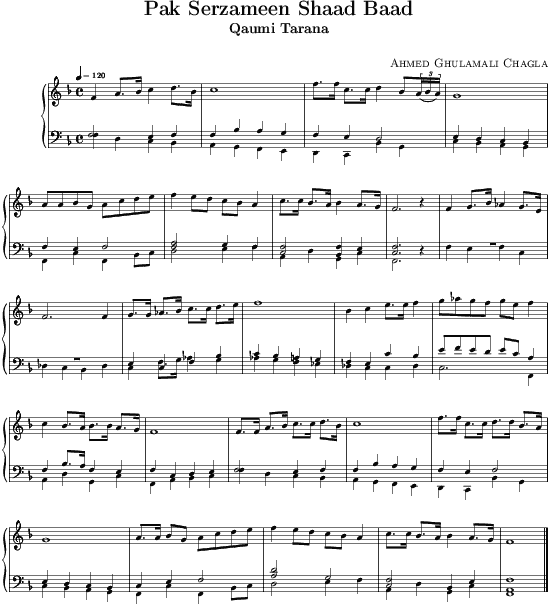
Partitur

Qaumi Tarana (Urdu: قومى ترانہ, Qaumī Tarāna "Nationalsång", från persiskans Tarāna-e Qowm) är Pakistans nationalsång. Musiken till låten komponerades av Ahmed Ghulamali Chagla, och texten skrevs av Abu-Al-Asar Hafeez Jullandhuri. Den blev officiellt antagen som nationalsång i augusti 1954.